# Mercedes-Benz Stadium
Stadionul Mercedes-Benz este un stadion polivalent din Atlanta, Georgia, Statele Unite ale Americii. Deschis în 2017 ca înlocuitor pentru Georgia Dome, este casa echipelor Atlanta Falcons din National Football League (NFL) și Atlanta United FC din Major League Soccer (MLS). Stadionul este deținut de statul Georgia prin Georgia World Congress Center Authority și este operat de AMB Group, organizația-mamă a Falcons și Atlanta United FC. În 2016, costul total al construcției sale a fost estimat la 1,6 miliarde USD.
Stadionul s-a deschis oficial pe 26 august 2017, cu un meci de presezon al Falcons împotriva Arizona Cardinals, în ciuda faptului că sistemul de acoperiș retractabil era incomplet la momentul respectiv. Câteva evenimente desfășurate anterior la Georgia Dome s-au mutat pe stadionul Mercedes-Benz după finalizarea acestuia, inclusiv Peach Bowl. În 2018, a găzduit Cupa MLS (întrucât Atlanta United FC a avut avantajul terenului de acasă) și a găzduit Super Bowl LIII în 2019. Stadionul Mercedes-Benz va găzdui mai multe meciuri în timpul Cupei Mondiale FIFA 2026.